# أوين وليامز (لاعب كريكت جنوب إفريقي)
أوين وليامز (8 أبريل 1932 في جنوب أفريقيا - ) (بالإنجليزية: Owen Williams)‏ هو لاعب كريكت جنوب أفريقي. لعب مع نادي وارويكشاير للكريكيت ‏ وفريق المحافظة الغربية للكريكت ‏.

## وصلات خارجية
- أوين وليامز على موقع إي آس بي آن كريك إنفو (الإنجليزية)